# David Tudor
David Tudor (20. ledna 1926 Filadelfie, Pensylvánie, USA – 13. srpna 1996 Tomkins Cove, New York, USA) byl americký klavírista a hudební skladatel. Byl dlouholetým spolupracovníkem skladatele Johna Cage a podílel se například na premiéře jeho díla 4'33". V září 1963 byl Tudor jedním z klavíristů, kteří se vystřídali na prvním kompletním představení díla „Vexations“ francouzského skladatele Erika Satieho. Mimo něj se během představení u klavíru objevili například John Cage, John Cale nebo Philip Corner.